# Битва под Зволеном
Битва под Зволеном (чеш. Bitva u Zvolena; также Bitva o Zvolen) — сражение, произошедшее в ходе Чехословацко-венгерской войны, которое шло с 10 по 13 июня 1919 года. По итогам сражения наступление венгерской Красной армии было остановлено, что стало переломным ходом войны.

## Предыстория
28 апреля была издана директива о порядке занятия чехословацкими войсками территории, которая определялась на основании решения Военного совета Соглашения. Однако продвижение неорганизованной армии к демаркационной линии обернулось катастрофой, и в мае венгерская Красная армия начала наступление в двух направлениях — на Прешов для воссоединения с другими подразделениями; и через Лученец и Зволен на Жилину. Тем временем в чехословацкой армии произошли изменения: итальянских инструкторов заменили французские офицеры. Йозеф Шнейдарек, полковник Французского Иностранного легиона, принял командование 2-й  чехословацкой пехотной дивизией. На реорганизацию войск Шнейдареку хватило меньше недели.

## Ход сражения
Утром 10 июня 2-я пехотная дивизия начала организованное наступление на Зволен. Ее левый фланг неожиданно столкнулся с флангом венгерских войск, правый фланг вошел в Банска-Штьявницу. Все венгерские атаки на следующий день были отбиты, и 2-я дивизия продолжила наступление. Шнейдарек сменил тактику и 13 июня приказал провести фланговую атаку на Зволен. После 4-часового боя его подразделения заняли ключевые позиции венгерской обороны. К полудню первые части достигли Зволена, и фронт был прорван на глубину до 10 километров, а венгерские войска остались без резерва.

## Последствия
Освобождение Зволена изменило ход войны. Чехословацкая армия перехватила инициативу и атаковала венгров в двух направлениях — на Левице и на Лученец. Начались недельные бои, в ходе которых все венгерские резервы были истощены. Командование венгерской армии согласилось на перемирие.